# Tirangore
 (octobre 2012).
Tirangore est une ville du Soudan du Sud située dans l'État d'Équatoria-Oriental et dans le comté de Torit (en). Elle se trouve au nord-est de la ville de Torit.

## Histoire
Le premier Européen à l'avoir visité est l'explorateur britannique Samuel White Baker en 1863. Tirangore était plus peuplé qu'aujourd'hui, Baker estimant qu'il comportait alors 3 000 grands bâtiments. Le village a aussi été traversé par Emin Pacha en 1881.
La population de Tirangore a beaucoup diminué durant la seconde guerre civile soudanaise (1983-2005) et les mines antipersonnel continuent à y représenter un danger.